# 29642 Archiekong
29642 Archiekong este un asteroid din centura principală de asteroizi.

## Descriere
29642 Archiekong este un asteroid din centura principală de asteroizi. A fost descoperit pe 10 noiembrie 1998 la Socorro, New Mexico, în cadrul proiectului LINEAR. Asteroidul prezintă o orbită caracterizată de o semiaxă mare de 2,28 ua, o excentricitate de 0,08 și o înclinație de 4,7° în raport cu ecliptica.